# Typhlodromus laurae
Typhlodromus laurae är en spindeldjursart som beskrevs av Arutunjan 1974. Typhlodromus laurae ingår i släktet Typhlodromus och familjen Phytoseiidae. Inga underarter finns listade i Catalogue of Life.